# Letiště Most
Letiště Most je veřejné vnitrostátní letiště nacházející se 3,5 km severovýchodně od města Most v okrese Most.
Provozovatelem letiště je občanské sdružení Aeroklub Most. K letišti vede odbočka ze silnice Most-Braňany. Nachází se zde dvě travnaté vzletové a přistávací dráhy o délce 1130 m, šířce 70 m a 30 m.

## Historie Letiště Most
Nové letiště Aeroklubu Most vzniklo rekultivací výsypky povrchového hnědouhelného dolu na místě, kde stála obec Střimice. Tato obec, tak jako desítky dalších v hnědouhelném revíru, zanikla kvůli důlní činnosti na Mostecku.
Záměr a nutnost vybudovat v Mostě nové letiště spadají do sedmdesátých let, neboť už v roce 1968 zpracovaly Vojenské projektové ústavy v Plzni a Českých Budějovicích první studie řešení. Původně se totiž počítalo s tím, že nové letiště bude mimo sportovním letcům a zemědělcům sloužit i vojenskému letectvu. Rozpočet výstavby uvažoval s náklady 15-17 miliónů korun. Od vojenského využití se později ustoupilo a řešení bylo přepracováno hlavně v zájmu dolů severočeského regionu. Zcela vážně se uvažovalo o vnitrostátním letišti, z něhož měla v létě pravidelná letecká linka dopravovat horníky na rehabilitační pobyty do bulharského Burgasu. Později, v souvislosti s útlumem těžby hnědého uhlí bylo odstoupeno i od tohoto záměru. Výstavba nového letiště začala v roce 1988. Původně se počítalo s tím, že nové letiště Aeroklubu Most zahájí provoz v roce 1993. Tuto skutečnost oznámil v květnu 1992 Chemopetrol ve svém podnikovém týdeníku. Přestože rozpočet na výstavbu byl mezitím vlivem zvýšení cen navýšen na 24 miliónů Kč, pravdou je, že ještě v roce 1995 chyběly finanční prostředky na dokončení nové letištní plochy. Proto nebyla nakonec vybudována asfaltová vzletová a přistávací dráha, která byla zakotvena v původním projektu. Řada staveb, které nebyly rozpočtově pokryty, byla postavena svépomocně členy aeroklubu.
Provoz nového letiště byl oficiálně zahájen dne 1. června 1996 leteckým dnem, ve kterém vystoupilo 23 účinkujících jednotlivců a skupin. Vystoupil zde dvojnásobný mistr světa v letecké akrobacii Ing. Petr Jirmus, SKY BOX na Z-50, Martin Stáhalík se strojem Extra 300S, piloti Bartoň a Kubovec se zrcadlovou akrobacií na L-13A apod. Díky členům Severočeského leteckého archivu byl před hlavní budovou letiště odhalen pomník padlým americkým letcům od 303. bombardovací skupiny 8. letecké armády, kteří zahynuli 17. dubna 1945 v blízkosti mosteckého letiště. Slavnostního odhalení se zúčastnila celá řada hostů, v čele s delegací Sdružení československých zahraničních letců, kteří za II. světové války bojovali v řadách britského Královského letectva RAF, přítomen byl rovněž zástupce americké ambasády, patronát na leteckým dnem měl ministr dopravy Ing. Vladimír Budínský.

## Současnost
Rozměry VPD jsou 1130 m x 100 m, přitom VPD o šířce 30 m má v celé délce zpevněný podklad pro pozdější náhradu travnatého povrchu asfaltem, letiště disponuje dvěma hangáry o půdorysech 30 x 24 m, poschoďovou letištní budovou s ubytovací kapacitou 50 lůžek. Z letištní plochy je dobrý výhled na České středohoří i Krušné hory. Od jeho otevření se na něm konala již celá řada akcí celostátního i mezinárodního významu, např. Mistrovství ČR v parašutismu, Mistrovství ČR v letecké akrobacii, opakovaně Mistrovství ČR v přesném létání, Evropský slet letounů L-40, Ae-45a, Ae-145, IX. Mistrovství Evropy v přesném létání, od roku 1997 každoročně Mostecký pohár v letecké akrobacii.